# Dispozitiv medical
Dispozitiv medical este orice instrument, aparat, mecanism, material sau alt articol utilizat singur sau în combinație, inclusiv software necesar pentru aplicarea lui corectă, destinat de producător să fie folosit pentru om și care nu își îndeplinește acțiunea principală prevăzută în/sau pe corpul uman prin mijloace farmacologice, imunologice sau metabolice, dar care poate fi ajutat în funcția sa prin astfel de mijloace, în scop de:
- diagnostic, prevenire, monitorizare, tratament sau alinare a durerii;
- diagnostic, supraveghere, tratament sau compensare a unei leziuni ori a unui handicap;
- investigație, înlocuire ori modificare a anatomiei sau a unui proces fiziologic;
- control al concepției.

Există mai multe tipuri de dispozitive medicale:
- dispozitiv medical activ - orice dispozitiv medical a cărui funcționare se bazează pe o altă sursa de putere sau de energie decât aceea generată de organismul uman sau de gravitație;
- dispozitiv medical implantabil activ - orice dispozitiv medical activ care este destinat să fie introdus și să rămână implantat în corpul uman sau într-un orificiu al acestuia, parțial ori total, prin intervenție medicală sau chirurgicală;
- accesoriu - un articol care, deși nu este dispozitiv medical dar se folosește împreună cu acesta, este prevăzut în mod special de către producător pentru a fi utilizat împreuna cu un dispozitiv, în concordanța cu scopul utilizării;
- dispozitiv medical pentru diagnostic in vitro - orice dispozitiv care este un reactiv, produs de reacție, calibrator, material de control, chit, instrument, aparat, echipament sau sistem, utilizat singur sau în combinație, destinat de producător pentru a fi utilizat in vitro pentru examinarea de probe, incluzând sânge și grefe de țesut, prelevate din corpul uman sau, în principal, numai în scopul obținerii unor informații:
- privind starea fiziologică sau patologică ori referitoare la o anomalie congenitală;
- pentru a determina protecția și compatibilitatea cu un potențial recipient;
- pentru monitorizarea măsurilor terapeutice; recipientele pentru probe sunt considerate dispozitive medicale pentru diagnostic in vitro; recipientele pentru probe sunt acele dispozitive, tip vacuum sau nu, destinate de către producător special pentru păstrarea inițială și pentru conservarea probelor obținute din organismul uman, în scopul unei examinări pentru diagnostic in vitro;
- dispozitiv individual la comandă - orice dispozitiv confecționat conform prescripției unui cadru medical calificat care elaborează sub responsabilitatea sa caracteristicile constructive ale dispozitivului destinat pentru un pacient anume; prescripția poate fi, de asemenea, emisă de oricare alta persoană autorizată în virtutea calificării sale profesionale; dispozitivele medicale de serie mare care trebuie să fie adaptate pentru a întruni cerințele specifice prescripției unui practician medical calificat sau altei persoane autorizate nu sunt considerate dispozitive individuale la comandă;
- dispozitiv destinat investigației clinice - orice dispozitiv prevăzut sa fie utilizat de practicianul medical calificat, atunci când conduce investigația clinică într-un mediu clinic adecvat.